# Bellview Airlines (Sierra Leone)
Bellview Airlines (S/L) Ltd. oder bellview-sl (Eigenschreibweise) war eine in Sierra Leone registrierte Tochter der nigerianischen Fluggesellschaft Bellview Airlines und zwischen 1995 und 2008 aktiv.

## Geschichte
Das Unternehmen wurde 1995 als Joint Venture zwischen der nigerianischen Muttergesellschaft und einer Investorengruppe aus Sierra Leone gegründet. Die Mehrheit lag in den Händen von Bellview Airlines aus Lagos. Der Flugbetrieb startete mit einer wet-leased DC-9-32 zwischen Freetown und Lagos. Wegen des Bürgerkriegs in Sierra Leone sah sich die Gesellschaft, ebenso wie ihre Mutter aus Nigeria, dazu gezwungen, die Flüge nach Freetown für eine gewisse Zeit auszusetzen. Nach militärischem Eingreifen der ECOWAS und der Rückkehr der Regierung unter President Ahmad Tejan Kabbah im März 1998 wurde Freetown wieder regelmäßig angeflogen.
Am 22. März 2006 ordnete die Europäische Kommission durch Verordnung ein Betriebsverbot in der Europäischen Union für sämtliche in Sierra Leone registrierten Fluggesellschaften an, das bis heute wirksam ist (Stand 2021). Aus Sicht der Kommission verfügt Sierra Leone über kein angemessenes System zur Beaufsichtigung seiner Luftfahrtunternehmen oder deren Luftfahrzeuge und nicht über die technische Kapazität oder die Mittel zur Durchführung dieser Aufgabe. Im Anhang A der Verordnung, der Liste der Luftfahrtunternehmen, deren gesamter Betrieb in der Gemeinschaft untersagt ist, war die Gesellschaft als Bellview Airlines (S/L) Ltd ab dem 22. Juni 2006 namentlich aufgeführt. Mit Aktualisierung zum 15. November 2008 wurde die Gesellschaft wieder aus der Liste herausgenommen. Den europäischen Behörden lagen Nachweise vor, dass zwischenzeitlich die Muttergesellschaft aus Nigeria den Flugbetrieb übernommen hatte, und die Behörde in Sierra Leone teilte mit, die Lizenz der Tochter widerrufen zu haben.

## Flotte und Flugziele
Die Flotte bestand zuletzt aus mindestens zwei Boeing 737-200. Nach Unternehmensangaben von Anfang 2006 bediente die Fluggesellschaft Accra (Ghana), Dakar (Senegal), Banjul (Gambia), Conakry (Guinea), Monrovia (Liberia), Abidjan (Elfenbeinküste), Douala (Kamerun), Libreville (Gabun),  Lagos (Nigeria) und London (Vereinigtes Königreich).